# Acrapex brunneella
Acrapex brunneella är en fjärilsart som beskrevs av Embrik Strand 1922. Acrapex brunneella ingår i släktet Acrapex och familjen nattflyn. Inga underarter finns listade i Catalogue of Life.